# باتمانقلنج سفلی
باتمانقلنج سفلی یکی از روستاهای استان آذربایجان شرقی است که در دهستان آتش‌بیگ قرانقو بخش نظرکهریزی شهرستان هشترود واقع شده‌است.این روستا ۶۵۳نفر جمعیت دارد وحدود ۱۵۶خانوار است.